# Liste luxemburgischer Künstler
Die Liste luxemburgischer Künstler umfasst Künstler, die luxemburgischer Nationalität sind, in Luxemburg geboren wurden oder die künstlerisch in Luxemburg wirken bzw. gewirkt haben. Künstlergruppen und -kooperationen werden nicht aufgeführt.
Ziel der Auflistung ist es, dem Nutzer einen Überblick über die luxemburgische Künstlerszene zu geben und dabei einzelne Künstler zu verifizieren, um sie ihrem originären Kunstbereich zuordnen zu können.
Die Liste strebt, soweit dies möglich ist, Vollständigkeit an. Aufgenommen werden Künstler, nach Möglichkeit mit ihren Lebensdaten, aus den nachfolgenden Bereichen.
- Bildende Kunst einschließlich Fotografie
- Darstellende Kunst
- Literatur
- Musik
- Architektur

Für die Aufnahme eines Künstlernamens in die Liste ist das Vorliegen von Relevanz und Rezeption im Kunstdiskurs Voraussetzung, d. h. ein enzyklopädischer Artikel über den Künstler muss nach den Aufnahmekriterien der Wikipedia prinzipiell möglich sein, auch wenn der Artikel noch nicht existiert.

## A
- Jean-Claude Asselborn (Pseudonym Jean Sorrente) (* 27. November 1954), Schriftsteller und Literaturkritiker

## B
- Chris Baldo (* 24. Juni 1943 in Luxemburg-Stadt; † 24. Januar 1995 ebenda), Schlagersänger
- Andy Bausch (* 12. April 1959 in Dudelange), Filmregisseur
- Jacques Marie Bellwald (* 10. September 1871 in Bech-Kleinmacher; † 25. April 1945 in Echternach), Foto- und Kinopionier
- Maxime Bender (* 1982 in Ettelbrück), Jazzmusiker
- Roger Bertemes (* 4. Juli 1927 in Bögen bei Clerf; † 28. November 2006), Maler
- François Besch (* 1963 in Esch-sur-Alzette), Fotograf und Künstler; gilt als Pionier der Kunstfotografie mittels Smartphone
- Raoul Biltgen (* 1. Juli 1974 in Esch-sur-Alzette), Schauspieler, Dramaturg und Schriftsteller
- Albert Borschette (* 14. Juni 1920 in Diekirch; † 8. Dezember 1976 in Brüssel), Schriftsteller, Politiker und EG-Kommissar
- Nico Bouché - NIBO (* 19. April 1952 in Ettelbrück), Maler
- Aloys Bové (* 19. Oktober 1906 in Hollerich; † 17. Juni 1977 Luxemburg-Stadt), Maler
- Robert Brandy (eigentlich Robert Brandenburger) (* 18. April 1948 auf Limpertsberg (Luxemburg-Stadt)), Maler
- Sarah Bray (eigentlich Monique Wersant) (* 9. September 1966), Sängerin
- Paul Breisch (* 26. Januar 1974 in Esch-sur-Alzette), Musiker und Domorganist

## C
- Vanessa Calcagno (* 16. Oktober 1985 in Saarbrücken), Sängerin
- Sandrine Cantoreggi (* 29. Mai 1969 in Bègles, Gironde), Violinistin
- Sophie Carle (* 7. Juni 1964 in der Auvergne), Schauspielerin und Sängerin
- Pierre Cao (* 22. Dezember 1937 in Dudelange), Musiker, Dirigent und Komponist
- Claus Cito (* 26. Mai 1882 in Bascharage; † 10. Oktober 1965 in Petingen), Bildhauer. Sein bekanntestes Werk ist das Kriegerdenkmal Gëlle Fra
- Pol Cruchten (* 30. Juli 1963 in Pétange; † 2. Juli 2019 in La Rochelle), Filmregisseur, Drehbuchautor und Produzent
- Lucien Czuga (* 6. Dezember 1954 in Luxemburg-Stadt), Comicautor

## D
- Michael Daleiden (* 1948 in Luxemburg-Stadt; † 22. August 2024 in Düsseldorf), Maler und Grafiker, Künstlername: Misch Da Leiden
- Germaine Damar (* 31. August 1929 in Petingen), Filmschauspielerin und Akrobatikkünstlerin
- Simone Decker (* 1968 in Esch-sur-Alzette), Künstlerin und Professorin für Künstlerische Konzeptionen/Kunst und Öffentlicher Raum an der Akademie der Bildenden Künste Nürnberg
- Pierre Decock (* 19. August 1959 in Haîne-Saint-Paul, Belgien), Historiker und Schriftsteller
- René Deltgen (* 30. April 1909 in Esch-sur-Alzette; † 29. Januar 1979 in Köln), Schauspieler, Synchron- und Hörspielsprecher
- Dom Paul Benoit (* 9. Dezember 1893 in Nancy, Frankreich; † 10. April 1979 in Clerf), Organist und Komponist für Orgel
- Edmond Dune (* 2. März 1914 in Athem, Belgien als Edmond Hermann; † 25. Januar 1988 in Luxemburg-Stadt), Autor, Dichter und Dramaturg

## E
- Diane Ernzen (* 1985 in Luxemburg), Comiczeichnerin und Illustratorin
- Pierre Even (* 4. Dezember 1946 in Wiesbaden), Rechtsanwalt, Komponist und Historiker

## F
- Luc Feit (* 28. Juni 1962 in Luxemburg), Schauspieler
- Camillo Felgen (eigentlich Camille Jean Nicolas Felgen) (* 17. November 1920 in Tetingen; † 16. Juli 2005 in Esch-sur-Alzette), Sänger, Texter sowie Radio- und Fernsehmoderator
- Edmond de la Fontaine (genannt Dicks) (* 24. Juli 1823 in Luxemburg-Stadt; † 24. Juni 1891 in Vianden), Autor von Komödien, Gedichten und Liedern in luxemburgischer Sprache
- Fernand Fox (* 26. Januar 1934 in Bollendorferbrück; † 23. September 2024), Schauspieler
- Juliette François (* 23. September 1925 in Luxemburg-Stadt; † 15. September 2007), Theaterschauspielerin
- Jean-Baptiste Fresez (* 10. Juli 1800 in Longwy, Frankreich; † 31. März 1867 ebenda), luxemburgischer Maler

## G
- Pierre Grégoire (* 9. November 1907 in Vichten; † 8. April 1991 in Luxemburg-Stadt), Politiker, Journalist und Schriftsteller

## H
- Ernie Hammes (* 18. August 1968 in Esch-sur-Alzette), Trompeter Jazz und Klassik
- Roland Harsch (* 24. Juli 1951 in Luxemburg), Musiker und Schriftsteller
- Georges Hausemer (* 1. Februar 1957 in Differdingen; † 13. August 2018), Schriftsteller und Übersetzer, der auch das Pseudonym Theo Selmer verwendet
- François Heldenstein (* 15. Mai 1892 in Colmar-Berg; † 27. März 1975 in Luxemburg-Stadt), Bildhauer und Innenarchitekt
- Guy Helminger (* 1963 in Esch-sur-Alzette), Schriftsteller
- Paul Henkes (* 1898 in Bonneweg; † 1984), Schriftsteller und Lyriker
- Fernand Hoffmann (* 8. Mai 1929 in Düdelingen; † 22. November 2000 in Hollerich), Pädagoge, Schriftsteller und Sprachwissenschaftler
- Frank Hoffmann (* 23. Februar 1954 in Luxemburg), Regisseur und Intendant
- Léopold Hoffmann (* 1. Februar 1915 in Clerf; † 6. Oktober 2008 in Luxemburg-Stadt), Schriftsteller
- Carlo Hommel (* 24. September 1953 in Bissen; † 8. März 2006), Organist

## J
- Norbert Jacques (* 6. Juni 1880 in Luxemburg-Eich; † 15. Mai 1954 in Koblenz), Schriftsteller (Dr. Mabuse)
- Lex Jacoby (* 28. Februar 1930 in Junglinster; † 20. November 2015), Schriftsteller, Herausgeber der kulturellen Zeitschrift "De Cliärrwer Kanton"
- Jérôme Jaminet (* 27. September 1979 in Luxemburg), Essayist, Lyriker, Aphoristiker und Literaturkritiker
- André Jung (* 13. Dezember 1953 in Luxemburg), Schauspieler

## K
- Théo Kerg (* 2. Juni 1909 in Niederkorn, Luxemburg; † 4. März 1993 in Chissey-en-Morvan, Frankreich), Maler, Grafiker, Bildhauer und Glasgestalter
- Anise Koltz (geborene Blanpain) (* 12. Juni 1928 in Eich; † 1. März 2023), Schriftstellerin
- Max Kohn (* 17. November 1954 in Esch-sur-Alzette), Maler, Grafiker und Bildhauer
- Lou Koster (* 7. Mai 1889 in Luxemburg-Stadt; † 17. November 1973 ebenda), Konzertpianistin, Komponistin und Musikpädagogin
- Vicky Krieps (* 4. Oktober 1983 in Luxemburg-Stadt), Schauspielerin
- Cathy Krier (* 17. Januar 1985 in Luxemburg-Stadt), Konzertpianistin
- Léon Krier (* 7. April 1946 in Luxemburg; † 17. Juni 2025 in Palma), Architekt
- Rob Krier (* 10. Juni 1938 in Grevenmacher; † 20. November 2023 in Berlin), Bildhauer, Architekt und Stadtplaner
- Joseph Kutter (* 12. Dezember 1894 in Luxemburg-Stadt; † 2. Januar 1941 ebenda), Maler

## L
- Jean-Pierre Lamboray (* 6. März 1882 in Luxemburg-Stadt; † 23. November 1962 ebenda), Maler, Zeichner und Grafiker
- Christian Lavey (* 8. Januar 1976 in Luxemburg), Zauberkünstler und Illusionist
- Claude Lenners (* 11. Mai 1956 in Luxemburg-Stadt), Komponist
- Georges Lentz (* 22. Oktober 1965 in Luxemburg-Stadt), Komponist
- Pol Leurs (* 27. September 1947 in Luxemburg-Stadt), Cartoonist, Künstlername: Poleurs
- Sascha Ley (* 13. September 1967 in Saarbrücken), Schauspielerin, Vokalistin, Komponistin
- Wil Lofy (* 31. Januar 1937 in Esch an der Alzette; † 28. Juni 2021), Bildhauer und Maler
- Marco Lorenzini (* 17. November 1950 in Luxemburg), Schauspieler
- Henri Losch (* 16. Juli 1931 in Diekirch; † 25./26. Dezember 2021), Schauspieler, Schriftsteller, Drehbuchautor und Linguist

## M
- Michel Majerus (* 9. Juni 1967 in Esch-sur-Alzette; † 6. November 2002 in Niederanven auf Grund eines Flugzeugabsturzes), installativ arbeitender Maler und Bildhauer
- Roger Manderscheid (* 1. März 1933 in Itzig; † 1. Juni 2010), Schriftsteller
- Mathias Martin (* 27. November 1882 in Welscheid; † 8. November 1943 in Luxemburg-Stadt), Architekt und Autor
- Roland Matthies (* 1962 in Luxemburg), Schauspieler
- Monique Melsen (* 24. Februar 1951 in Ettelbrück), Sängerin und Kabarettistin
- Laurent Menager (* 10. Januar 1835 in Luxemburg-Pfaffenthal; † 7. Februar 1902 ebenda), Komponist, Organist und Musikpädagoge
- Anne Victoire Metzler (* 9. Juli 1984 in Anderlecht), Schauspielerin
- Bady Minck (* 21. Dezember 1956 in Ettelbrück), Regisseurin, Produzentin

## N
- Bertrand Ney (* 22. Oktober 1955 in Rodemack), Bildhauer und Maler
- Désirée Nosbusch (* 14. Januar 1965 in Esch-sur-Alzette), Moderatorin und Schauspielerin

## O
- Guido Oppenheim (* 28. Mai 1862 in Luxemburg-Stadt; † 26. August 1942 im KZ Theresienstadt), Maler

## P
- Nicolas Petit (* 21. Juni 1876 zu Berdorf; † 17. Dezember 1953 in Luxemburg-Stadt), Architekt
- George Philippart (* 10. Mai 1990 in Luxemburg), Sänger
- Michel Pilz (* 1945 in Bad Neustadt an der Saale; † ≤6. November 2023), Jazzmusiker (Bassklarinettist)
- Émile Probst (* 15. Oktober 1913 in Vianden;  2. Dezember 2004 in der Luxemburg (Stadt)), Zeichner, Illustrator, Karikaturist, Grafiker und Glasmaler
- Marco Pütz (* 16. März 1958 in Esch-sur-Alzette), Saxophonist und Komponist

## R
- Marc Henri Reckinger (1940–2023), luxemburgischer Maler, Zeichner und Bildhauer
- Guy Rewenig (* 31. August 1947 in Luxemburg-Stadt), Schriftsteller
- Fernand Roda (* 5. Juni 1951 in Luxemburg-Stadt), Maler
- Michel Rodange (* 3. Januar 1827 in Waldbillig; † 27. August 1876 in Clausen), Schriftsteller
- Lex Roth (* 22. Juni 1933 in Wiltz), Schriftsteller und Linguist

## S
- Roland Schauls (* 1. Februar 1953 in Luxemburg-Stadt), Maler, der in Stuttgart und Luxemburg arbeitet
- Bob Scholer (* 30. Mai 1942 in Luxemburg), Komponist und Jazzmusiker
- Pascal Schumacher (* 12. März 1979 in Luxemburg-Stadt), Jazz-Vibraphonist, Komponist und Bandleader
- Hubert Schumacher (* 27. Dezember 1896 in Luxemburg-Stadt; † 6. Mai 1961 ebenda), Architekt, Urbanist und Maler
- Marco Serafini (* 15. März 1956 in Luxemburg-Stadt), Fernsehregisseur
- Edward Steichen (eigentlich Edouard Jean Steichen) (* 27. März 1879 in Bivange; † 25. März 1973 in West Redding), Fotograf
- Henri Schumacher (* 27. November 1938), Schriftsteller, Historiker und Maler

## T
- Marc Theis (* 18. April 1953 in Luxemburg-Stadt), Fotograf
- Myriam Thyes (* 1963 in Luxemburg), Medienkünstlerin
- Francesco Tristano (* 16. September 1981 in Luxemburg-Stadt), Pianist, Komponist und Produzent, Künstlername von Francesco Tristano Schlimé
- Thorunn Egilsdottir (* 3. März 1975 in Luxemburg-Stadt), luxemburgisch-isländische Sängerin, Schauspielerin, Fernseh- und Radiomoderatorin
- Auguste Trémont (* 30. Dezember 1892 in Luxemburg-Stadt; † 23. Oktober 1980 ebenda), Bildhauer und Maler
- Armand Thies (* 17. Juni 1977 in Luxemburg), Sänger

## W
- Gast Waltzing (* 13. August 1956 in Luxemburg-Stadt), Musikprofessor, Trompeter, Dirigent und Komponist
- Nic Weber (* 6. Juni 1926 in Brachtenbach; † 11. September 2013 in Bereldingen), Journalist, Verleger und Schriftsteller
- Marion Welter (* 1965 in Luxemburg-Stadt), Sängerin
- Nikolaus Welter (auch Nik Welter) (* 2. Januar 1871 in Mersch; † 13. Juli 1951 in Luxemburg-Stadt), Schriftsteller, Professor
- Rita Wennmacher (* 30. März 1939 in Aachen), Autorin und Journalistin
- Lucien Wercollier (* 26. Juli 1908 in Luxemburg-Stadt; † 24. April 2002 ebenda), Bildhauer
- Thierry van Werveke (* 23. Oktober 1958 in Genf, Schweiz; † 11. Januar 2009 in Luxemburg-Stadt), Schauspieler und Sänger
- Bibi (Jeanne) Wintersdorf (* 29. April 1963 in Esch-sur-Alzette), Moderatorin, TV-Produzentin, Kommunikationsexpertin

## Z
- Johann-Anton Zinnen (auch: Jean-Antoine Zinnen) (* 25. April 1827 in Neuerburg; † 16. Mai 1898 in Neuilly-sur-Seine bei Paris),  Musiker und Komponist der Luxemburger Nationalhymne "Ons Heemecht"